# Elecciones municipales de 1987 en Sonseca
Las elecciones municipales de 1987 se celebraron en Sonseca el miércoles 10 de junio, de acuerdo con el Real Decreto de convocatoria de elecciones locales en España dispuesto el 13 de abril de 1987 y publicado en el Boletín Oficial del Estado el día 14 de abril. Se eligieron los 13 concejales del pleno del Ayuntamiento de Sonseca mediante un sistema proporcional con listas cerradas y un umbral electoral del 5%.

## Resultados
|                      | Partido Socialista Obrero Español (PSOE) | 1940 | 44.16  | 7  |
|                      | Alianza Popular (AP)                     | 1366 | 31,09  | 4  |
|                      | Izquierda Unida (IU)                     | 551  | 12,54  | 1  |
|                      | Centro Democrático y Social (CDS)        | 469  | 10,68  | 1  |
| Papeletas en blanco  | Papeletas en blanco                      | 67   | 1.53   |    |
| Total                | Total                                    | 4393 | 100,00 | 13 |
| Votos nulos          | Votos nulos                              | 76   |        |    |
| Abstenciones         | Abstenciones                             | 1484 |        | −  |
| Registro de votantes | Registro de votantes                     | 5953 |        |    |
| Fuente:              |                                          |      |        |    |

## Concejales electos
| N.º | Nombre                      | Lista | Lista |
| --- | --------------------------- | ----- | ----- |
| 1   | Román Rojas Gómez           |       | PSOE  |
| 2   | Juan Francisco Martín Ayuso |       | PSOE  |
| 3   | Juan Lorenzo Andrade        |       | PSOE  |
| 4   | Francisco Caballero Rivera  |       | PSOE  |
| 5   | Vicente Hoyos López         |       | PSOE  |
| 6   | Juan Rodrigo Garrido Aspano |       | PSOE  |
| 7   | Francisco Rojas Gómez       |       | PSOE  |
| 8   | Jaime Rojas Benítez         |       | AP    |
| 9   | José Martínez Moreno        |       | AP    |
| 10  | Santiago Gómez Sánchez      |       | AP    |
| 11  | Carmen Ruiz Palencia        |       | AP    |
| 12  | Teófilo Hernández Palencia  |       | IU    |
| 13  | Francisco Gómez Muñoz       |       | CDS   |

## Investidura del alcalde
El día 30 de mayo de 1987, en la sesión constitutiva de la III Legislatura del Ayuntamiento de Sonseca, y al haber obtenido el Partido Socialista Obrero Español (PSOE) una mayoría absoluta de 8 concejales, su candidato, Román Rojas Gómez, fue investido como alcalde.
| Candidato                   | Partido   | Votos |
| --------------------------- | --------- | ----- |
| Juan Francisco Martín Ayuso | PSOE      | 7     |
| Alfonso García Martín       | AP-PDP-UL | 4     |
| José Luis Ruiz Palencia     | PCE       | 1     |
| José Luis Ruiz Palencia     | CDS       | 1     |